# Edgar Skotský
Edgar (cca 1074 – 8. leden 1107) byl král Skotska (Alby) v letech 1097 až 1107. Byl synem Malcolma III. a jeho první ženy Markéty.
Edgar si po vraždě svého nevlastního bratra Duncana, zorganizované jeho strýcem Donaldem, činil nárok na skotský trůn. Jeho bratr Edmund se stal za apanáž Donaldovým stoupencem a byl jím, jako starším bezdětným mužem, jmenován jeho nástupcem.
Edgar, podobně jako Duncan, obdržel částečnou pomoc od anglického krále Viléma II., nicméně tato podpora byla omezena tím, že Vilém musel řešit vzpouru v Northumbrii, která byla zřejmě podporovaná Donaldem a Edmundem. Vilém strávil na tažení na severu Anglie větší část roku 1095 a Edgar zatím byl schopen obsadit pouze Lothian.
Edgarův nárok podporovali i jeho bratři Alexandr a David. Vilém strávil rok 1096 v Normandii, kterou koupil od svého bratra a tak se Edgar dočkal plné podpory až následující rok. Tažení do Skotska vedlo k Donaldově a Edmundově porážce.
Období jeho vlády bylo klidné a bez vážnějších krizí. Roku 1098 podepsal mírovou dohodu s norským králem Magnusem III. Dohoda obsahovala vymezení východní hranice Skotska a uznávala Magnusův nárok na Hebridy a Kintyre, což bylo potvrzení již existujícího stavu. V době jeho vlády roku 1098 bylo mimo jiné založeno převorství v Coldinghamu.
Edgar zemřel 8. ledna 1107 v Edinburghu a byl pohřben v Dunfermlinském opatství. Protože se neoženil a neměl potomky, určil za svého nástupce svého bratra Alexandra.